# Bukva:raz!
bukva:raz! (en russe Lettre : un !) fut la première compétition internationale organisée par l’Association typographique internationale. Elle eut lieu en 2001 et consacra les cent meilleures polices des cinq années précédentes. Le jury, composé de Matthew Carter, Yuri Gherchuk, Akira Kobayashi, Lyubov Kuznetsova, Gerry Leonidas, Fiona Ross et Vladimir Yefimov se réunit à Moscou les 1er et 2 décembre 2001, sous la présidence de Maxim Zhukov.
Les polices distinguées furent exposées dans le monde entier, et notamment au siège des Nations unies, à New York, en janvier 2003,. Ils sont aussi présentées dans le livre « Language culture type » (New York: ATypI/Graphis, 2002).

## Récipiendaires
| Nom                         | Auteur                                                   | Pays        |
| --------------------------- | -------------------------------------------------------- | ----------- |
| Absolut type                | Lars Bergquist                                           | Suède       |
| Alinea                      | Thierry Puifoulhoux                                      | États-Unis  |
| Alphatier                   | Mark Jamra                                               | États-Unis  |
| Ambroise, Ambroise François | Jean-François Porchez                                    | France      |
| Anisette, Anisette Petite   | Jean-François Porchez                                    | France      |
| Arcana                      | Gabriel Martinez Meave                                   | Mexique     |
| Asmik                       | Manvel Shmavonyan                                        | Arménie     |
| Atzmaut (Independence)      | Yanek Iontef                                             | Israël      |
| Bartholeme open             | Dennis Pasternak                                         | États-Unis  |
| Basalt                      | Sumner Stone                                             | États-Unis  |
| Biot                        | Julien Janiszewski                                       | France      |
| Caflisch Script Pro         | Robert Slimbach                                          | États-Unis  |
| Calbee                      | Karen Lau                                                | États-Unis  |
| Calligraphic                | Yuri Gulitov                                             | Russie      |
| Charente                    | Jean-François Porchez                                    | France      |
| Cholla                      | Sibylle Hagmann                                          | États-Unis  |
| Cursiv Bogdesko             | Ilya Trofimovich Bogdesko                                | Russie      |
| Dolly                       | Lars de Beer, Akiem Helmling, Bas Jacobs, Sami Kortemäki | Pays-Bas    |
| DTL Dorian                  | Elmo van Slingerland                                     | Pays-Bas    |
| DTL Haarlemmer Sans         | Frank E. Blokland                                        | Pays-Bas    |
| DTL Paradox                 | Gerard Unger                                             | Pays-Bas    |
| DTL Unico                   | Michael Harvey                                           | Pays-Bas    |
| Economy                     | Vasily Shishkin                                          | Russie      |
| Enigma                      | Jeremy Tankard (en)                                      | Royaume-Uni |
| Ergo Sketch                 | Gary Munch                                               | Allemagne   |
| FF Kievit                   | Michael Abbink                                           | États-Unis  |
| Fontana ND                  | Ruben Fontana                                            | Argentine   |
| Founder's Caslon            | Justin Howes                                             | Royaume-Uni |
| Frothy                      | Julien Janiszewski                                       | France      |
| Geisha                      | Yelena Liqutina                                          | Ukraine     |
| Giacometti Pi               | Sine Bergmann                                            | Allemagne   |
| Gotham                      | Tobias Frere-Jones, Jesse M. Ragan                       | États-Unis  |
| Guggenheim                  | Jonathan Hoefler                                         | États-Unis  |
| Den Haag                    | Alexandr Tarbeev                                         | Russie      |
| Handmade                    | Andrey Belonogov                                         | Russie      |
| Harmony Greek               | Jeremy Tankard                                           | Royaume-Uni |
| Hothouse                    | Jörgen Huber                                             | Allemagne   |
| Humanist 531 Cyrillic       | Isay Slutsker, Manvel Shmavonyan                         | Russie      |
| ITC Biblon                  | Frantisek Storm                                          | États-Unis  |
| Kinesis                     | Mark Jamra                                               | États-Unis  |
| Knockout                    | Jonathan Hoefler                                         | États-Unis  |
| Lagarto                     | Gabriel Martinez Meave                                   | Mexique     |
| Latina                      | Inigo Jerez Quintana                                     | Espagne     |
| Le Monde Courrier           | Jean-François Porchez                                    | France      |
| Le Monde Journal            | Jean-François Porchez                                    | France      |
| Lechaufferie                | Damien Gautier                                           | France      |
| Letopis                     | Innokenty Keleinikov                                     | Russie      |
| Linotype Finnegan           | Jürgen Weltin                                            | Allemagne   |
| Linotype Frutiger Next      | Adrian Frutiger                                          | Allemagne   |
| Linotype Syntax             | Hans-Eduard Meier                                        | Allemagne   |
| LTR Federal                 | Erik van Blokland                                        | Pays-Bas    |
| made in China               | Yelena Zotikova                                          | Ukraine     |
| Maqsaf                      | Habib Khoury                                             | Israël      |
| Maya                        | Oded Ezer                                                | Israël      |
| Mercury                     | Jonathan Hoefler & Tobias Frere-Jones                    | États-Unis  |
| Minion Pro                  | Robert Slimbach                                          | États-Unis  |
| Myriad Pro                  | Robert Slimbach                                          | États-Unis  |
| Nathan                      | Sylvie Chokroun                                          | France      |
| Newspaper                   | Luc de Groot                                             | Allemagne   |
| Next Exit                   | Yanek Iontef                                             | Israël      |
| Nichiyou Daiku              | Joachim Müller-Lancé                                     | États-Unis  |
| No name                     | Tim Holloway                                             | Royaume-Uni |
| Nyx                         | Rick Cusick                                              | États-Unis  |
| Onserif & Onsans            | Inigo Jerez Quintana                                     | Espagne     |
| P22 Daddy-O Beatsville      | Richard Kegler & Peter Reiling                           | États-Unis  |
| P22 Gothic Gothic           | James Grieshaber                                         | États-Unis  |
| Papaya                      | Zvika Rosenberg                                          | Israël      |
| Parmenides                  | Dan Carr                                                 | États-Unis  |
| Pesaro                      | Joachim Müller-Lancé                                     | États-Unis  |
| Pigiarniq                   | Ross Mills                                               | Canada      |
| Policy                      | Julian Bittiner                                          | États-Unis  |
| Pradell                     | Andreu Balius                                            | Espagne     |
| Prensa                      | Cyrus Highsmith                                          | États-Unis  |
| Quadrat Grotesk             | Vladimir Pavlikov                                        | Russie      |
| Raghu                       | R.K. Joshi                                               | Inde        |
| Rayuela                     | Alejandro Lo Celso / Pampa Type                          | Argentine   |
| Really                      | Gary Munch                                               | États-Unis  |
| Reguiem                     | Jonathan Hoefler                                         | États-Unis  |
| Reguiem Ornaments           | Jonathan Hoefler                                         | États-Unis  |
| Relay                       | Cyrus Highsmith                                          | États-Unis  |
| Retina Agate                | Tobias Frere-Jones                                       | États-Unis  |
| Rouble                      | Andrey Belonogov                                         | Russie      |
| Seria & Seria Sans          | Martin Majoor                                            | Pays-Bas    |
| Serp'n'Molot                | Tagir Safayev                                            | Russie      |
| Shaker                      | Jeremy Tankard                                           | Royaume-Uni |
| Shirokuro                   | Joachim Müller-Lancé                                     | États-Unis  |
| Shuriken                    | Joachim Müller-Lancé                                     | États-Unis  |
| Sketchley                   | Ronna Penner                                             | États-Unis  |
| Stancia                     | Jean-Renaud Cuaz                                         | États-Unis  |
| Sun                         | Luc de Groot                                             | Allemagne   |
| Tanya                       | Olga Overchun                                            | Ukraine     |
| The AntiquaB                | Luc de Groot                                             | Allemagne   |
| The Shire Types             | Jeremy Tankard                                           | Royaume-Uni |
| Vesta                       | Gerard Unger                                             | Pays-Bas    |
| Waters Titling Pro          | Julian Waters                                            | États-Unis  |
| Yellow                      | Jürgen Weltin                                            | Allemagne   |
| Yisana                      | Olivier Umecker                                          | France      |
| Zentra                      | Vladimir Pavlikov                                        | Russie      |
| Zigzag                      | Yurij Lila                                               | Ukraine     |
| Zubizarreta                 | Joan Barjau                                              | Espagne     |